# Šišmanovac
Šišmanovac (izvirno srbsko Шишмановац) je naselje v Srbiji, ki upravno spada pod Občino Prokuplje; slednja pa je del Topliškega upravnega okraja.

## Demografija
V naselju živi 79 polnoletnih prebivalcev, pri čemer je njihova povprečna starost 51,5 let (52,5 pri moških in 50,8 pri ženskah). Naselje ima 39 gospodinjstev, pri čemer je povprečno število članov na gospodinjstvo 2,44.
To naselje je, glede na rezultate popisa iz leta 2002, večinoma srbsko, a v času zadnjih 3 popisov je opazen porast števila prebivalcev.
|  |

| Demografija | Demografija     | Demografija     |
| Leto        | Št. prebivalcev | Št. prebivalcev |
| ----------- | --------------- | --------------- |
|             |                 |                 |
|             |                 |                 |
|             |                 |                 |
|             |                 |                 |
| 1948        | 340             |                 |
| 1953        | 324             |                 |
| 1961        | 263             |                 |
| 1971        | 203             |                 |
| 1981        | 158             |                 |
| 1991        | 92              | 92              |
| 2002        | 105             | 95              |
|             |                 |                 |

| Etnična sestava po popisu iz leta 2002 | Etnična sestava po popisu iz leta 2002 | Etnična sestava po popisu iz leta 2002 | Etnična sestava po popisu iz leta 2002 | Etnična sestava po popisu iz leta 2002 |
| -------------------------------------- | -------------------------------------- | -------------------------------------- | -------------------------------------- | -------------------------------------- |
| Srbi                                   | Srbi                                   |                                        | 88                                     | 92,63%                                 |
| Neznano                                | Neznano                                |                                        | 6                                      | 6,31%                                  |